# Szövérdi Károly
Szövérdi Károly (? – Kolozsvár, ? ) erdélyi magyar mezőgazdasági szakíró, id. Seyfried Károly fia, Szövérdi Ferenc (1912) testvére.

## Életútja, munkássága
Szaktanulmányait Debrecenben, a Mezőgazdasági Akadémián kezdte, majd 1948–49-ben Kolozsváron végezte. 1948-tól tanársegéd, majd 1957-ig előadótanára volt a kolozsvári Mezőgazdasági Intézet magyar karának.

## Kötetek
- Mezőgazdasági fásítás (Zeno Spirchezzel, Bukarest, 1955);
- Az agronómus kézikönyve (társszerző, Bukarest, 1953).